# Virgil V. Vasiliu
 Virgil V. Vasiliu (n. 30 Martie 1935, Certieni, județul Neamț, România – d. 2006, București, România) a fost un om de știință, cercetător și fizician român, cunoscut pentru contribuțiile sale în domeniul laserilor cu gaze, și în realizarea primului laser de concepție românească.

## Biografie
Virgil Vasiliu s-a născut în județul Neamț, România, al treilea copil într-o familie de intelectuali. A fost fratele omului de știință Viorica Mărâi. Mama sa a fost Lucreția Vasiliu (născută Nicolau), și tatăl său a fost Vasile Vasiliu, învățător în comuna  Certieni. Și-a pierdut mama la o vârstă fragedă, apoi și tatăl pe frontul celui de al doilea război mondial. În timpul războiului și invaziei României, cei cinci copii Vasiliu au fost împărțiți între trei familii și un cămin de copii pentru orfanii ofițerilor din armata româna. S-au regăsit după încheierea războiului, ca adolescenți și adulți, în București.
Virgil Vasiliu a absolvit cursurile Facultății de Fizică din Institutul Politehnic București, cu sprijinul unei burse de studii și al familiei. A obținut doctoratul în fizică la Institutul Politehnic București, sub îndrumarea Prof.  Ion I. Agârbiceanu. Până în 1993 a lucrat ca cercetător științific principal la  Institutul de Fizică Atomică din București, inițial în laboratorul de „Metode Optice în Fizica Nucleară”, și mai apoi în „Secția Laseri”. A decedat în 2006, în București.

## Activitate științifică
În 1962, ca membru al unui mic grup de tineri cercetători în Laboratorul de „Metode Optice în Fizica Nucleară” de la Institutul de Fizică Atomică, sub directa îndrumare și conducere științifică a profesorului Ion Agârbiceanu, a contribuit substanțial la realizarea primului laser cu Heliu-Neon (He-Ne) din România. Laserul emitea un fascicul de radiație în infraroșu apropiat (1153.3 nm). La vremea aceea, România a fost a patra țară din lume care a dispus de un laser de concepție proprie. Laserul a fost pus la punct la doar un an după realizarea primului laser în Statele Unite de către omul de știința Theodore Harold Maiman, și a reprezentat un remarcabil succes al comunității de fizicieni și ingineri din România.

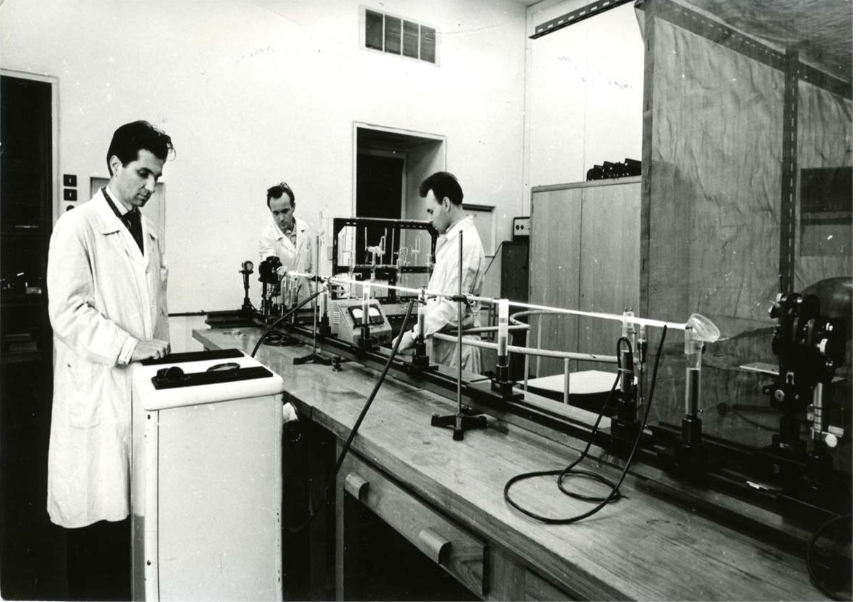
Laurențiu Blănaru, Virgil Vasiliu and Anton Agafiței (de la stânga la dreapta) la lucru, in 1962

În anii următori, Virgil Vasiliu și-a continuat cercetările în domeniul laserilor, în special în domeniul laserilor de mare putere cu gaze CO2. Acești laseri de mare putere sunt utilizați azi în numeroase aplicații industriale. Cercetările și rezultatele științifice obținute au fost prezentate și publicate în România și în străinătate, în cadrul unor sesiuni de comunicări științifice și în reviste de specialitate. Aceste prezentări au avut loc în condiții dificile, într-o perioada a dictaturii comuniste în care specialiștilor în știință și tehnică le era adesea interzis să călătorească în afara României. În 1987 a scris și publicat cartea „Laserii cu heliu-neon și aplicațiile lor” (Ed. Științifică și Enciclopedică 1987).
Între anii 1993 și 2006 a colaborat cu cercetători din cadrul Institutului Național de Cercetare-Dezvoltare Medico-Militară I. Cantacuzino, în numeroase aplicații din medicină ale terapiei fotodinamice și ale tratamentelor medicale cu laseri.